# Branntwein
Branntwein (nach mittelhochdeutsch gebranter wīn, „gebrannter Wein“, seit dem 16. Jahrhundert in Formen wie brandten wīn, brenten wein, brantewein; ursprünglich aus Wein hergestellt und lateinisch als aqua ardens – „brennbares Wasser“ – bezeichnet) bezeichnet allgemein alle durch Brennen (Destillation) hergestellten Spirituosen (lateinisch früher auch aqua ardens) und deren Mischungen mit mehr als 15 Vol.-% Alkohol.
In diesem Sinne, jedoch mit unterschiedlichen Mindestalkoholgehalten und zahlreichen Ausnahmen, wird der Begriff als Teilgebiet der Alkoholsteuer (bis 31. Dezember 2017 wurde die Branntweinsteuer steuerrechtlich gesondert behandelt) und im deutschen Jugendschutzgesetz verwendet. Die ursprüngliche Bedeutung, gebrannter Wein (lateinisch auch vinum distillatum) wird heute meist als Weinbrand bezeichnet. Die EU greift diese Bedeutung wieder auf und definiert den Begriff in diesem Sinne.
Daher gibt es folgende zwei Definitionen: Branntwein bezeichnet
1. den nach § 130 des deutschen Branntweinmonopolgesetzes (BranntwMonG) definierten Steuergegenstand der Branntweinsteuer (2017 ausgelaufen, jetzt Teil des Alkoholsteuergesetzes);
2. nach Anhang II Nr. 4 der Verordnung des Europäischen Parlaments und des Rates zur Begriffsbestimmung, Bezeichnung, Aufmachung und Etikettierung von Spirituosen sowie zum Schutz geografischer Angaben für Spirituosen und zur Aufhebung der Verordnung (EWG) Nr. 1576/89:

„[…] eine Spirituose,
- die ausschließlich durch Destillation zu weniger als 86 Vol.-% von Wein oder Brennwein oder durch erneute Destillation eines Weindestillats zu weniger als 86 Vol.-% gewonnen wird,
- die einen Gehalt an flüchtigen Bestandteilen von mindestens 125 g/hl r. A. aufweist,
- die einen Höchstgehalt an Methanol von 200 g/hl r. A. aufweist.

Der Mindestalkoholgehalt von Branntwein beträgt 37,5 Vol.-% […]“

In dieser EG-Verordnung ist Branntwein eine von 46 Kategorien verschiedener Spirituosen. Unter diese Kategorie der EG-Verordnung fallen z. B. Weinbrand oder weinbrandhaltige Getränke („Brandy“ oder „Weinbrand“ bildet dort jedoch auch eine eigene Kategorie).
Dieser in Deutschland gängige Begriff für verschiedene destillierte alkoholische Produkte aus auch anderer Herkunft als aus Wein ist im übrigen EU-Ausland eher missverständlich. Im nationalen Lebensmittelangebot wird durch zusätzliche Angaben die Quelle, beispielsweise Getreide oder Kartoffeln, benannt.